# Da quando ci sei tu
Da quando ci sei tu è un singolo del gruppo musicale italiano Benji & Fede, pubblicato l'11 luglio 2014 dalla Senza Dubbi.

## Descrizione
A proposito di questo brano, il duo ha raccontato:

## Video musicale
Il 15 giugno 2014 è stato pubblicato sul canale YouTube del duo il video musicale del brano.

## Tracce
Testi di Davide Marchi, Benjamin Mascolo, musiche di Davide Marchi.
1. Da quando ci sei tu – 3:06